# Craig Mabbitt
Craig Edward Mabbitt (9 aprile 1986) è un cantante statunitense, membro del gruppo post-hardcore Escape the Fate e, precedentemente, dei Blessthefall.
Ha origini spagnole e irlandesi. Da piccolo suonava il sax ed il violino, ma è grazie a sua nonna Higinia ed alla sua famiglia che si è interessato al canto. Dopo aver assistito ad alcuni concerti dei Linkin Park, Cypress Hill, Adema e Hoobastank decide di cantare in una band. Ha avuto una figlia.

## Biografia

### Blessthefall

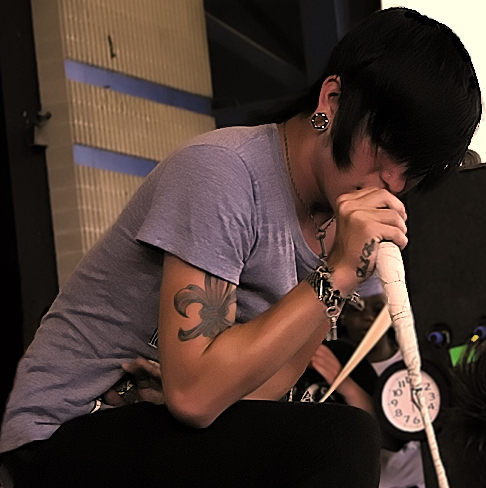
Mabbitt con i Blessthefall al Warped Tour del 2007

Con i Blessthefall, Craig scrive due EP autoprodotti ed un album. Il loro primo album completo, His Last Walk, è stato pubblicato il 10 aprile 2007 con l'etichetta Science Records/Ferret Music. Da quell'album, sono stati estratti quattro singoli: "Higinia", "Guys like you make us look bad", "A message to the unknown" e "Rise up". Quest'ultimo è stato pubblicato dopo l'abbandono della band da parte di Mabbitt, infatti non lo vediamo apparire nel video. Durante il loro tour europeo del 2007 in collaborazione con i Silverstein ed i The Vincent Black Shadow, Mabbitt dovette abbandonare la band per problemi di salute dovuti all'alcol; successivamente, decise di tornare a suonare, ma la band decise che sarebbe stato meglio proseguire senza di lui. Da quel momento, Mabbitt affermò che lasciare la band fosse stata la decisione migliore mai presa in vita sua. Prese il suo posto nella band Beau Bokan, ex leader dei Take The Crown.

### Escape the Fate
Dopo la dipartita di Ronnie Radke per guai con la legge, i membri degli Escape the Fate partirono alla ricerca di un cantante, essendosi Mabbitt allontanato dai Blessthefall decise di aprire una nuova fase in questa band. E così Mabbitt ha avuto un rapido adeguamento alla band e in poche settimane era già passato attraverso vari tour in tutti gli Stati Uniti e all'estero, tra cui l'Australia, dove ha condiviso il palco con band come Chiodos e Silverstein. L'album di debutto è This War Is Ours ed è stato pubblicato nel mese di ottobre 2008, avendo buona accoglienza tra i fan e la band.
Nel corso del 2009 gli Escape The Fate hanno partecipato alla compilazione della Fearless Records, Punk Goes Pop Volume 2, registrare la loro versione di "Smooth" di Carlos Santana e al Warped Tour.
Ha fatto una canzone con gli Eyes Set to Kill, Deadly Weapon, da cui è stato tratto anche un video.

## Discografia

### Con i Blessthefall
- 2005 – Black Rose Dying
- 2006 – Blessthefall EP
- 2007 – His Last Walk

### Con gli Escape the Fate
- 2008 – This War Is Ours
- 2010 – Escape the Fate
- 2013 – Ungrateful
- 2015 – Hate Me
- 2018 – I Am Human

### Con i The Dead Rabbitts
- 2012 – Edge of Reality
- 2014 – Shapeshifter
- 2017 - This Emptiness

### Con i The Word Alive
- 2008 – The Word Alive